# ルーニー・テューンズ
ルーニー・テューンズ（英語：Looney Tunes）とは、アメリカのワーナー・ブラザースが製作するアニメーションシリーズである。主に1930年から1969年まで製作されたアメリカン・アニメーションの黄金時代のアニメーション短編映画作品を指す。
ルーニー・トゥーンズ（Looney Toons） は誤植。
派生作品に『メリー・メロディーズ』（Merrie Melodies）があるが、便宜上合わせてルーニー・テューンズと呼ばれる事が多い。

## 歴史
バッグス・バニーやダフィー・ダック、トゥイーティーなど世界的に有名なキャラクターを多数有する本作は、非常に人気のあるアニメーション短編映画シリーズであった。最も輝かしかった40年代から50年代の作品の中にはアカデミー短編アニメ賞の受賞やアメリカ国立フィルム登録簿へ登録されたものも多数存在する。

### 短編映画の製作
ワーナー・ブラザースは自社音楽を促進するためのアニメーション短編映画に興味を持っていた。彼らはレオン・シュレジンガーのスタジオと契約を交わし、ルドルフ・アイジング、ヒュー・ハーマンらによってルーニー・テューンズは製作される事となった。この頃の作品はディズニーの短編アニメーション映画の模倣にすぎなかったが、ボスコ（Bosko）を主人公とした『Sinkin' in the Bathtub』（1930年）を皮切りにルーニー・テューンズは一躍ヒットシリーズへとなり、より音楽を重視した派生作品『メリー・メロディーズ』なども製作されるようになった。
だがその蜜月期間も長くは続かず、1933年にハーマン、アイジングと製作環境や契約でのいざこざが起こり、彼らはワーナー・ブラザースの元を去る事になる。その際ワーナーはボスコなど過去の作品の権利も失う事となった。スターを失ったルーニー・テューンズはその後、ジャック・キングやフリッツ・フリーレングらにより白人少年バディ（Buddy）などを主役とした作品が製作されることになるが、どれも短命に終わった。

### 転換期
ルーニー・テューンズの大きな転換期となったのは、テックス・エイヴリー、フリッツ・フレリング、チャック・ジョーンズなど、若い製作者達がターマイト・テラス（白蟻の館）というスタジオで活躍しだした頃である。とにかく笑えるものを目指した彼らの作品は、徐々にディズニー作品の模倣から脱却していく事になる。
音の面での革新もあった。 作曲家カール・スターリングの加入である。映画・アニメーション音楽に長く携わってきた彼は、作品にマッチした音楽を選び出す事で、笑いの効果、作品の完成度をより高めた。またメル・ブランクの登場も大きい。ポーキー・ピッグの声優の代役として起用された彼は、ラジオ声優として鍛えた様々な声色を使い、バッグス・バニーやダフィー・ダックなど、数多くのルーニー・テューンズキャラクターの声を一人であて、40年代初めにはワーナーと独占契約をするまでにいたった。

### スターの登場
ボスコの権利を失って以降、スターの不在が続いたルーニー・テューンズだが、フリッツ・フレリングが監督したメリー・メロディーズ作品『楽しい母親参観』（1935年、原題：I Haven't Got a Hat）にポーキー・ピッグが初登場し、『Gold Diggers of '49』（1936年）を経て、一躍ルーニー・テューンズの花形スターとなり、作品的にも、後にアメリカ国立フィルム登録簿に登録された、『Porky in Wackyland』（1938年、後に『幻のドードーを探せ』（1949年、原題：Dough for the Do-Do）としてカラーリメイク化）などの傑作が生まれた。しかし彼の栄光も長くは続かなかった。新たなスターであるダフィー・ダックが登場したのだ。『Porky's Duck Hunt』（1937年）にて初登場した彼は、今までにない狂ったキャラクターで観客を虜にした。以後、ポーキーが主役を張る事は少なくなったものの、ダフィーのパートナーとしてキャラクターを発展させていく事になる。1940年にはルーニー・テューンズの顔であるバッグス・バニーが『野生のバニー』（原題：A Wild Hare）にて初登場し、以後も記憶に残るルーニー・テューンズスターのデビューが続いた。

### 中期作品
1934年のメリー・メロディーズ作品『Honeymoon Hotel』以降、メリー・メロディーズとルーニー・テューンズの違いはカラーか白黒かであったが、1943年の『Puss n' Booty』を最後にルーニー・テューンズもカラーで製作されるようになると音楽、タイトル以外の実質的な違いは無くなった。ルーニー・テューンズは主にポーキーとダフィーがメインの短編が非常に多かったが、カラー化後、そうでもなくなった。
40年代にはワーナーのアニメーション短編映画に初のアカデミー賞をもたらす事となるトゥイーティーが登場した。ボブ・クランペットによる作品『A Tale of Two Kitties』（1942年）にて誕生したのだが、真価を発揮したのはフリッツ・フレリングの『Tweetie Pie』(1947年)以降の事である。本作は同年のアカデミー・短編アニメ賞を受賞した他、以後定番となるシルベスター・キャットとの黄金タッグを確立した記念碑的作品となった。以後トゥイーティーはフレリング専用のキャラクターとなった。
この頃になるとチャック・ジョーンズも頭角を現す様になってくる。チャックの初期の作品は子鼠のスニッフルズ（Sniffles）など、ワーナーの作品にしては可愛く、毒の無いものが大半だったが、40年代には笑いのセンスを徐々に洗練していき、50年代には後年にも評価される作品を多数製作した。特に有名なものとしては現在のダフィーのキャラクター性を決定づけた狩人3部作[『標的は誰だ』（1951年、原題：Rabbit Fire）、『ちゃっかりウサギ狩り』（1952年、原題：Rabbit Seasoning）、『何のシーズン?』（1953年、原題：Duck! Rabbit, Duck!）]やアカデミー賞を受賞したペペ・ル・ピュー作品『For Scent-imental Reasons』（1949年）、アメリカ国立フィルム登録簿により永久保存が決まった『オペラ座の狩人』（1957年、原題：What's Opera, Doc?）、第四の壁を巧みに利用した『カモにされたカモ』（1953年、原題：Duck Amuck）他、一定のルールを作りカートゥーンの法則を突き詰めていったワイリー・コヨーテ&ロード・ランナーの作品群などである。

### 後期作品と短編映画製作の終焉
60年代に入るとスタッフの引退、死去などによって作品の質が徐々に低下していった。1963年にはアニメーションスタジオが閉鎖されたが、フレリングが新たに興した新スタジオDePatie–Freleng Enterprises（ピンク・パンサーの制作スタジオとして知られる）にて制作を続行した。この頃の作品の特徴としては、
- ワーナーのロゴの変更
- リミテッド・アニメーション化
- 新しいキャラクター「クールキャット」（Cool Cat）の登場
- その代わりにバッグスやトゥイーティーが不在

などがあげられる。
オリジナルのアニメーション短編映画はメリー・メロディーズ作品『Injun Trouble』（1969年）にて製作が終了したが、その後ファミリー向け映画の同時上映作品として再開し、今日まで散発的に製作され続けている。

### テレビ放送
1950年代に短編映画作品がテレビ放送されるようになると、その人気はより一層強まった。しかし主な視聴者が子供だったのもあり1970年代には暴力シーン、人種差別的表現、喫煙、飲酒などの不適切な描写の多くは編集・カットされた。70年代から90年代初頭には作品の繋ぎ用のアニメーションやテレビ用の新作短編がいくつか作られるにいたった。1990年以降はスピンオフ作品の製作が活発になり『スピルバーグのアニメ タイニー・トゥーン』 、『シルベスター&トゥイーティー・ミステリー』、『ベビー・ルーニー・テューンズ』、『ダック・ドジャース』、『ルーニー・テューンズ・ショー』などが作られている。

### 日本での放送
日本では1960年代から1980年代に短編映画をまとめたものが『バックス・バニー劇場（1961～1964）』、『マンガ大作戦（TBS版）』、『バッグス・バニーとゆかいな仲間たち（静岡第一テレビ版マンガ大作戦の枠内）』などの番組名で放送され、また1989年10月4日から1992年3月25日にかけて『バッグス・バニーのぶっちぎりステージ』という番組名でテレビ東京でも放送され人気を博した（最末期では「ワーナーアニメ劇場」内で『スピルバーグのアニメ タイニー・トゥーン』と原則週替りで放送していた）。現在は声優が一新され、カートゥーン ネットワークの『バッグス・バニー ショー』で放送されている。
テレビ用のスピンオフ作品もカートゥーン ネットワークにて放送されているが、他のカートゥーン ネットワーク放送作品と同様にシーズンの途中で終了し、最終話まで放送されない事が多い。

### 日本での劇場公開
1996年以降、日本では長編映画が公開されていることが多い。しかし、それ以前である1975年12月20日、アメリカで同年6月に公開されたロン・エリー主演の西部劇映画「ドクサベージの大冒険」が日本で劇場公開された際、トゥイ―ティーの短編が動物シリーズ「ゆかいな動物園」とともに日本語吹き替え版で同時上映されたことがある。そのときの短編の邦題は「がんばれ！ティティくん大作戦」である。短編の内容では「燃えよシャーキーの巻」、「どら猫大脱走」、「怪奇！ジキル博士の巻」、「救急病院大忙しの巻」が上映された。

### 長編映画
1996年にNBAとのコラボ作品としてマイケル・ジョーダン主演の『スペース・ジャム』が公開され、評論家から賛否両論な評価を受けながらも、当時、ディズニー以外で製作されたアニメーション映画としては驚異的な興行的成功を収めた。この映画以降、ローラ・バニーがルーニー・テューンズの主要なキャラクターとして度々作品に登場するようになる。2003年には『ルーニー・テューンズ:バック・イン・アクション』が公開され、よりオリジナル作品を尊重した作風から、前作より評論家達に肯定的な評価をされたものの、興行的には失敗に終わった。

## キャラクター
バッグス・バニー（Bugs Bunny）
吹き替え：横山道代（現：横山通乃）⇒久里千春⇒中村メイコ（バックス・バニー劇場）⇒高橋和枝（「マンガ大作戦」）⇒富山敬（「バッグス・バニーのぶっちぎりステージ」、「スピルバーグのアニメ タイニー・トゥーン」）⇒山口勝平 、山崎たくみ（IVC「アンティーク・アニメ・コレクション」）、鈴木勝美（「ロジャー・ラビット」）
ウサギのキャラクター。クールで頭の回転が速く人や動物などをからかって遊ぶのが好きでニンジンが大好物。少々惚れっぽいところがあり、口癖は「What’s up, Doc?」（高橋和枝版では「どったの?」、富山敬版では「どうかしたん?」もしくは「どうしたもんだろ」、山口勝平版では「どったの、センセー?」）。主な得意技は相手の武器を使ったり逆手に取ること、キス、変装（特に女装）、オーバーな演技を加えた死んだふり。実は、非常な方向音痴でいつも旅行の目的国を間違えてしまうのが欠点（その度に「やっぱアルバコイキーで左に曲がっとけば良かったんだ」と言う）。
ダフィー・ダック（Daffy Duck）
吹き替え：愛川欽也→内海賢二（バッグス・バニー スーパースター等旧作）⇒江原正士（ぶっちぎりステージ）⇒高木渉、山岸功（ベビー）、山口勝平（IVC）、石森達幸（ロジャー・ラビット）
鴨のキャラクター（『ロジャー・ラビット』や一部のバージョンではアヒル扱いされているが劇場版で「アヒル？」と言われた際、即座に否定した）。自他認める欲張りかつ目立ちたがり屋で目立とうとしていつも失敗している。常に自分が一番だと自惚れているため一流スターのバッグスを勝手にライバル視している。ツバをとばして騒がしくしゃべり、言葉の語尾が妙な丁寧語になることが多い。バッグスの策略にはめられて痛めつけられた後の口癖に「お前ってサイテー!（You're Despicable!）」（旧版では「こういうのってありなのかよ」）がある。テニス好き。ダック・ドジャースでは、宇宙防衛軍の一員として24と2分の1世紀を舞台に活躍するなど主演作が多い。
ポーキー・ピッグ（Porky Pig）
吹き替え：堀絢子（バッグス・バニー スーパースターなど旧作）⇒兼本新吾（ぶっちぎりステージ）⇒増岡弘（ぶっちぎりステージ（二代目）、タイニー・トゥーンズ）⇒龍田直樹 、鈴木みえ（現：一龍斎貞友）（IVC）、緒方賢一（ロジャー・ラビット）
雄豚のキャラクター。バッグスの数少ない先輩。会話で吃音になるのが特徴。初期は『こ、こ、こ、これでおしまい!』とルーニー作品のトリを飾ったこともある（『ルーニー・テューンズ・ショー』ではこのパターンが復活している）。温厚でお人好しな性格なので破天荒なダフィーと共演しては苦労することも多い。『ダック・ドジャース』では、ドジャース（ダフィー）の部下、カデットとして登場している。シルベスターとも何回か共演しているが喋っている彼と共演するのは劇場版と一部の作品のみ。最近はこの吃音で差別表現とされ問題になったこともあり、バッグスやダフィーにスターの座を奪われていることに不満を漏らすようになった。
トゥイーティー（Tweety Bird）
吹き替え：武藤礼子→吉田理保子⇒三輪勝恵⇒神代知衣⇒土井美加（ぶっちぎりステージ）⇒こおろぎさとみ、坂本千夏（ロジャー・ラビット）
雄のカナリアのキャラクター。「TWEETY」という、珍しい品種の鳥という設定の場合もある。かわいらしい顔とは裏腹に容赦がなく場合によってはも相手を殺す事も厭わないほど腹黒いところがあり、基本的に我が身を優先する節がある。シルベスターのことを「ネコたん（Puddy Tat）」と呼んでいる（旧版ではよく「性悪ネコたん」とも言う）。グラニーに飼われているパターンが多いが、野生の鳥として登場することもある。さ行の発音をた行で、ま行、た行、ら行の発音をあ行でしゃべる。決まり文句は「見た!見た!ネコたん!（I TAW, I TAW PUDDY TAT!!）」（旧版では「ネコたん、見たでしゅ」）で、これは「I SAW, I SAW PUSSY CAT!!」の幼児言葉である。この口癖はシルベスター以外の人物にも言う事があり、ダフィーに対して「見た、見た、カモたん！」、「やっぱり、やっぱり見た逆さのカモたん！」と言ったことがある。たまにグラニーのシルベスターへの注意事項を口真似する。歌が大好きで自分の紹介のような歌を歌っている。一人称は「ぼく」だが、一回だけ「おれ」と言ったことがある（ただし、『ベビー・ルーニー・テューンズ』では常に「おれ」と言っている）。年齢は不明（前述の歌の中で「なんたいかな（何歳かな）」と歌っている）。
『スペース・プレイヤーズ』では序盤、宿敵のシルベスターに食べられていたことが判明し、相当長いことお腹の中にいた様子。
シルベスター・キャット（Sylvester the Cat）
吹き替え：納谷六朗⇒江原正士、矢薙直樹（ベビー）、石森達幸（ロジャー・ラビット）
猫のキャラクター。トゥイーティーを食べるのが夢で、いつも追いかけているが捕まえられずにいる。一方で犬とオバケには滅法弱く、人間にも逆らえない弱気な一面もある。数少ない新旧声優が同じキャラだが演じ方や一人称など異なっている。
口癖は「スルメも逆立ち（Suffer Succotash）」。『ぶっちぎりステージ』では「うっしっし」「うししでのー」が口癖だった。ダフィーと同じくツバをとばしてしゃべるが、ポーキーのペットとして登場する時は大人しい子猫で言葉をしゃべらない。サーカスが好きらしい。トゥイーティーの「見た、見た、ネコたん」を真似して、「見た、見た、トゥイーティーたん」と言ったことがある。彼を見た動物の大体が、「見た、見た、ネコたん」と言う。なお、バックスバニーショーで稀に放送される声優インタビューでシルベスター役の江原曰く「シルベスターはトゥイーティーを食べたいじゃなくて構って欲しい」と語っている。
劇中、トゥイーティーを食べたことは何度かあったがいつもすぐに脱出されていたが、『スペース・プレイヤーズ』では珍しくトゥイーティーを完全に食べることに成功していた。
エルマー・ファッド（Elmer Fudd）
吹き替え：富田耕生⇒兼本新吾（ぶっちぎりステージ）⇒増岡弘（ぶっちぎりステージ、タイニー・トゥーンズ）⇒長島雄一（現：チョー） 、緒方賢一（IVC）
ドジで間抜けな人間のハンター。気が弱い。猟が解禁されると急いで森に出かけるが、いつもバッグスとダフィーに惑わされてまともな狩りができない。サ行の部分をハ行で、ラ行の部分をア行で発音する癖がある（例：悪いウサギ→わういウハギ、ロボット→オボット）。これは英語版でRをWと発音する癖が元になっている（例：Rabbit→Wabbit）。シルベスターを飼ったことがある。
ヨセミテ・サム（Yosemite Sam）
吹き替え：緒方賢一⇒永井一郎（ぶっちぎりステージ）⇒郷里大輔⇒石井康嗣（ルーニー・テューンズ・ショー）、槐柳二（ロジャー・ラビット）
背がとても低い人間のガンマン。赤いヒゲが特徴。とても乱暴で語頭をのばしてしゃべるのが特徴。エルマー同様バッグスを追いかけては失敗ばかりする。口癖は「サソリも真っ青」。タイニートゥーンズではアクメ学園の教頭を務めている。『トゥイーティーのフライングアドベンチャー～80日間世界一周大冒険～』ではサンフランシスコのケーブルカーを運転しており、列車に乗ったシルベスターを追いかける為にサンフランシスコからラスベガスまでの距離を休憩なしで走り切るといったスタミナの高さを見せた。
グラニー（Granny）
吹き替え：京田尚子⇒井上喜久子
トゥイーティーの飼い主のお婆さん。本名は「エマ・ウェブスター（Emma Webster）」、とても優しい。シルベスターやヘクターも一緒に飼っていることがある。活発でトゥイーティーを狙うシルベスターを「アッハー」と叫んで追い払う。年が経つにつれ顔のデザインが丸みを帯びていったが現在は元に戻っている。シルベスターとトゥイーティーが登場する話以外では滅多に顔を出さない。『シルベスター＆トゥイーティー・ミステリー』では世界的に有名な探偵、『ベビー・ルーニー・テューンズ』ではベビー・バッグス達の保護者として登場。「グラニー」とは、英語で「おばあちゃん」と言う意味。
ローラ・バニー（Lola Bunny）
吹き替え：深水由美、細野雅世（ベビー）
雌ウサギのキャラクター。美人でバスケットボールが得意。『スペース・ジャム』で初登場し、最後にバッグスの恋人になった。『トゥイーティーのフライングアドベンチャー～80日間世界一周大冒険～』ではニュースキャスターとして登場している。『ルーニー・テューンズ・ショー』ではキャラクターが大幅に変更され、注意散漫で思い込みの激しい性格になり、『スペース・ジャム』とは逆にバッグスを追いかけまわしている。
タズマニアン・デビル（Tasmanian Devil）
吹き替え：麦人、多田野曜平（ベビー）、大宮悌二（「スピルバーグのアニメ タイニー・トゥーン」）
バッグス・バニーの作品「デビル参上（Devil May Hare）」にて初登場したワイルドで凶暴な肉食獣。アゴの力は強力で檻さえも噛み砕けるので捕獲されていても容易に脱走できる。竜巻のように体を回転させ周囲を噛み砕きながら進む。恐るべき食欲から全ての生き物から恐れられている。何でも食べるがウサギと野生の鴨がとりわけ好物で、一番よく狙う相手はバッグスである。基本的に一人称は「タズ」（『タイニー・トゥーンズ』では俺であった）で定番のセリフは「タズ、腹ペコ」。また、回転移動を終えた直後は意味不明の鳴き声を口にする。性格は非常にワイルド且つ凶暴だが、非常に単純でバッグスの嘘をまともに信じてしまうほどの正直者でもある。音楽を好んでおり、たとえ擦れた声で歌っても聴くとウットリして大人しくなる。故郷はタスマニアのジャングル。妻にタズマニアン・シーデビルがいる。モデルはタスマニアに生息しているタスマニアデビル。『トゥイーティーのフライング・アドベンチャー 80日間世界一周大冒険』の日本語吹き替え版の声では、意味不明な声を発している中ではっきりと志村けんの持ち芸の台詞である「だっふんだ！」を言った事がある。『ルーニー・テューンズ・ショー』では今までのシリーズとは違いほとんど言葉は喋らない。主演シリーズに『Taz-Mania』（日本未放送）がある。
ロード・ランナー（Road Runner）
吹き替え：武藤礼子（まんがキッドボックス放送時）⇒広川太一郎（「マンガ大作戦」）⇒（原語版流用）
アメリカの野鳥であるオオミチバシリをモデルとしたキャラクター。道路の上を高速で走り回っている。「ミッミッ（Beep! Beep!）」と車のクラクションのような声で鳴く。コヨーテとは文章が書かれたプラカードを提示しあうことで意思の疎通ができる。「ロードランナーは字が読めない」というプラカードを出したことがあるが、その後何度も標識やコヨーテとのやり取りで文章の意味を理解しているので字は読める模様。基本的に喋らない。また、コヨーテの描いた絵の中に入っていったり、つり橋のロープを切られても逆につり橋を繋いでいた岩場が落ちていくなど、物理の法則を無視することができる。かつてはクライスラー社のスポーツカー、プリムス・ロードランナーのマスコットキャラ契約を行い、劇中のミッミッ音をクラクション音として使用していた。なお、ロード・ランナーの翻訳はプラカードを読んだりと主にナレーターが担当しており、その際の一人称は「僕」。
ワイリー・コヨーテ（Wile E. Coyote）
吹き替え：鈴木やすし（まんがキッドボックス放送時）⇒江原正士⇒梅津秀行⇒中務貴幸
コヨーテのキャラクター。多くの学名を持つがどれも語呂合わせ。アメリカ南西部の砂漠に住んでいて、いつも腹を空かしている。あらゆる計画や発明品を駆使してロード・ランナーの生け捕りに挑戦しているが不注意な行動が災いし毎回失敗に終わっている。その度に落下、爆発、激突、下敷きなどの目に遭っているが、決して諦めない不屈の精神と異常と言うに相応しい回復力の持ち主。本物と見間違えてしまいそうになるほど非常に絵が上手く、よく崖の手前に設置した大型キャンバスや岩壁にトンネルや道路の絵を描いてロード・ランナーを誘導する事があるが、その度にロード・ランナーは絵の中に入り込んで行ったり、絵の向こう側からトラックなどの大型自動車が通過してくる。しかし、一方のコヨーテだけは絵の中に入れず、入ろうとする度に谷底に落ちたり壁に衝突して粉々になってしまう（稀に逆のパターンもある）。よく計画に役立てるためアクメ社などの企業から通販で商品を購入しては使いこなせなかったり、不良品や粗悪品を掴まされている。なお、コヨーテの翻訳はロード・ランナー同様主にナレーターが担当しており、その際の一人称は「俺」。
普段は叫び声以外は口にせずプラカードで話すなど寡黙な印象が強いが、『コヨーテ 天才の証明』などでバッグスと共演した時や『タイニー・トゥーンズ』では普通に喋っている。実は饒舌でエリート意識が高い。本来の姿はIQ207の超天才を自称する気取り屋。一見、ロード・ランナーと仲が悪いように見えるが『バッグス・バニー・ショー』の楽屋（カメラが入ったのに気づいた際はいつものように追いかけっこをした）や『ロジャー・ラビット』などプライベートでは、肩を組むほど仲良しである。
マービン・ザ・マーシャン（Marvin the Martian）
吹き替え：島田敏（ぶっちぎりステージ）⇒中多和宏⇒小形満、保村真（ベビー）
火星人。分解光線ピストルや拘束服バズーカなどといった多彩な武器を所持している。部下にはインスタント火星人や火星の犬K-9（ケーナイン）がいる。科学が得意で地球を破壊できる爆弾を2000年かけて作ったこともある。主にダフィーやポーキーと共演することが多い。「スペース・ジャム」では審判として登場した。一人称は「私」だが「ルーニー・テューンズ・ショー」では「僕」になっている。
フォグホーン・レグホーン（Foghorn Leghorn）
吹き替え：石丸博也⇒玄田哲章
鶏のキャラクター。かなり大柄。おしゃべりでジョークやギャグばかりを言うが、自分はおしゃべりではないと思っている。スティーブン・フォスター作曲の「草競馬」をよく口ずさんでいる。一見、迷惑な奴に見えるが、情に厚く、ヘンリー・ホークの嘘の身の上話を信じてしまうような素直さを持っている。よくバーンヤード・ドッグにちょっかいを出して遊んでいる。「そりゃお前」を言葉の前につけて話すのが癖。
バーンヤード・ドッグ（Barnyard Dawg）
吹き替え：槐柳二（バックス・バニー劇場）⇒荒川太朗（ぶっちぎりステージ）⇒長嶋雄一（現：チョー）
バセット・ハウンドのキャラクター。フォグホーン・レグホーンとは一番のライバルだがダフィーに騙された際、一度手を組んだことがある。
ペペ・ル・ピュー（Pepe Le Pew）
吹き替え：池田勝（ぶっちぎりステージ）⇒中村秀利⇒仲野裕、谷口節（『スペース・ジャム』）、稲葉実（「ブルドックに御用心」のみ）
スカンクのキャラクター。彼の体臭は気絶をしてしまうほど臭い。ただ本人はそれに全く気付かず、皆が逃げる理由も分かっていない（作品によっては気づいたこともある）。伊達男を自認しており、本人曰く「ボクぅがレィディに嫌われるわけないじゃないか」と、ガールハントに余念がない。迫って逃げられても「照れてるんだナ」と心の底から考え、地の果てまで追いかけるがたまに立場が逆転して追いかけられることもある。『シルベスター&トゥイーティーミステリー』では、彼の親族が出ている。
グーフィー・グーファーズ（Goofy Gophers）
吹き替え：田野めぐみ⇒高木渉（マック）、梅津秀行（トッシュ）
ハタリスのキャラクター。二匹のコンビ名が「グーフィー・グーファーズ」で、個別名はマック（Mac）、トッシュ（Tosh）。常に互いを謙譲しあっている。野菜を取ろうとしては野菜業者などに抜かれ、その野菜を取り戻そうと、色々な作戦を考える。
スピーディー・ゴンザレス（Speedy Gonzales）
吹き替え：飛田展男⇒滝沢ロコ（ぶっちぎりステージ）⇒三ツ矢雄二
ネズミのキャラクター。メキシコ一足が速い。チーズが大好物。仲間のネズミにとても慕われている。「アリーバアリーバ、イーハイーハー」と早口で言うのが口癖。ロード・ランナーに負けず劣らずの奇跡の両足は終始余裕を崩さない。シルベスターのライバルでもあるが容赦のないトゥイーティーに比べ、さほど彼を嫌っていない。またダフィーとも敵対した回もいくつかある。
ナレーター
声：土井美加、兼本新吾、江原正士（ぶっちぎりステージ）⇒梅津秀行（原語吹き替え）
『ぶっちぎりステージ』では日本独自の演出としてあらすじを紹介したりしていたが、現行版では英語表記の読み上げにとどまっている。

## 作品

### テレビ作品
短編映画のテレビ放送
- The Bugs Bunny Show（1960年 - 2000年）
- The Porky Pig Show（1964年 - 1967年）
- The Road Runner Show（1966年 - 1973年）
- The Merrie Melodies Show（1972年）
- The Sylvester & Tweety Show（1976年 - 1977年）
- The Daffy Duck Show（1978年 - 1982年）
- Merrie Melodies Starring Bugs Bunny & Friends（1990年 - 1994年）
- The Bugs & Daffy Show（1995年 - 2004年）
- The Looney Tunes Show（2001年 - 2004年）

日本での短編映画のテレビ放送
- バックス・バニー劇場（1961年 - 1964年）NETテレビ（現：テレビ朝日）で放送
- ロードランナー・ショー（1967年 - 1970年）NETテレビで放送
- マンガ大作戦（1971年 - 1972年、1973年 - 1974年）TBSで放送
- メリー・メロディーズ（1980年）テレビ東京で放送
- バックス・バニーのぶっちぎりステージ（1989年 - 1992年）テレビ東京で放送
- ルーニー・テューンズ（1996年）テレビ東京で放送
- バッグス・バニー ショー（1997年 - ）カートゥーン ネットワークで放送中

スピンオフ作品
- スピルバーグのアニメ タイニー・トゥーン/タイニー・トゥーンズ（1990年 - 1995年）
- Taz-Mania（1991年 - 1995年）
- The Plucky Duck Show（1992年）
- シルベスター&トゥイーティー ミステリー（1995年 - 2002年）
- ベビー・ルーニー・テューンズ（2002年 - 2005年）
- ダック・ドジャース（2003年 - 2005年）
- Loonatics Unleashed（2005年 - 2007年）
- ルーニー・テューンズ・ショー（2011年 - 2014年）
- 新ルーニー・テュ－ンズ（2015年 - 2020年）
- ルーニー・テューンズ・カートゥーンズ（2020年 - ）
- バッグス・バニー ビルダーズ（2022年 - ）
- タイニー・トゥーンズのハチャメチャ学園（2023年 - ）

### OVA
- バッグス・バニーのクリスマス（1979年）
- タイニー・トゥーンズの夏休み（1992年）
- タイニー・トゥーンズ：真夜中の怪（1995年）
- トゥイーティーのフライング・アドベンチャー 80日間世界一周大冒険（2000年）
- Baby Looney Tunes' Eggs-traordinary Adventure（2003年）
- Bah, Humduck! A Looney Tunes Christmas（2006年）
- Looney Tunes: Rabbits Run（2015年）

### 長編映画
短編映画の流用作品
- バッグス・バニー スーパースター（1975年）
- The Bugs Bunny/Road Runner Movie（1979年）
- The Looney Looney Looney Bugs Bunny Movie（1981年）
- Bugs Bunny's 3rd Movie: 1001 Rabbit Tales（1982年）
- Daffy Duck's Movie: Fantastic Island（1983年）
- Daffy Duck's Quackbusters（1988年）
- The Looney Tunes Hall of Fame（1999年）

新規映画
- スペース・ジャム（1996年）
- ルーニー・テューンズ:バック・イン・アクション（2003年）
- スペース・プレイヤーズ（2021年）

カメオ出演の映画
- Two Guys from Texas (1948年)
- My Dream is Yours (1949年)
- ロジャー・ラビット（1988年）
- グレムリン2 新・種・誕・生 (1990年)

### テレビスペシャル
- Daffy Duck and Porky Pig Meet the Groovie Goolies（1972年）
- Bugs and Daffy's Carnival of the Animals（1976年）
- Bugs Bunny's Easter Special（1977年）
- Bugs Bunny's Howl-oween Special（1977年）
- Bugs Bunny's Thanksgiving Diet（1979年）
- バッグス・バニーのクリスマス（1979年）
- Bugs Bunny's Bustin' Out All Over（1980年）
- The Bugs Bunny Mystery Special（1980年）
- Bugs vs. Daffy: Battle of the Music Video Stars（1988年）
- Cartoon All-Stars to the Rescue（1990年）
- Bugs Bunny's Overtures to Disaster（1991年）

## 論争と検閲
現在一部の作品は人種差別の観点からテレビ放送、ソフトの販売が規制されている。主にステレオタイプな人種描写（『Coal Black and de Sebben Dwarfs』、『Jungle Jitters』など）、戦意高揚を意図したプロパガンダ（『Tokio Jokio』、『Bugs Bunny Nips The Nips』など）が対象となっている。一部の作品は著作権が切れており動画サイト、パブリックドメインDVDにて合法的に視聴が可能である。
1999年にカートゥーン ネットワークがルーニー・テューンズの放送権を得た際、スピーディー・ゴンザレスの作品群はメキシコ人に対する人種差別の観点から放送を自粛していた。しかし逆にヒスパニック系の視聴者などから抗議が起こり、2002年に規制は解除された。
規制されなくとも、差別的表現に対する配慮がなされる場合も多い。DVDソフト『Looney Tunes Golden Collection』のVol.3では、ウーピー・ゴールドバーグによる説明が追加された。2006年から2015年まで、日本のカートゥーン ネットワークにおける放送でも冒頭「原作者のオリジナリティを尊重して原版のまま放送します。」との表記が追加されている。

## ノミネート・受賞歴
メリー・メロディーズの作品も併せて記載。

### アカデミー短編アニメ賞
- 部屋の中で大バトル（原題：Tweetie Pie、1947年）
- 恋は知らんペペ（原題：For Scent-imental Reasons、1949年）
- チーズはいただき（1955年、原題：Speedy Gonzales）
- 鳥中毒撲滅協会（原題：Birds Anonymous、1957年）
- 歌う剣を取り戻せ（原題：Knighty Knight Bugs、1958年）

### アカデミー短編アニメ賞ノミネート
- ネズ公合戦の巻（原題：It's Got Me Again!、1932年）
- Detouring America（1939年）
- 野生のバニー（原題：A Wild Hare、1940年）
- Hiawatha's Rabbit Hunt（1941年）
- Rhapsody in Rivets（1941年）
- 子豚のポルカ（原題：Pigs in a Polka）（1942年）
- Greetings Bait（1943年）
- ポーキーのたまご工場 （原題：Swooner Crooner、1944年）
- Life with Feathers（1945年）
- かわいい子には旅を（原題：Walky Talky Hawky、1946年）
- Mouse Wreckers（1948年）
- 眠りの国のラルフ（原題：From A To Z-z-z-z、1953年）
- ネコの海岸物語（1954年、原題：Sandy Claws）
- 酔っぱちゃった！（原題：Tabasco Road、1957年）
- オツムで勝負！（原題：Mexicali Shmoes、1959年）
- 仲良しはライバル（原題：Mouse and Garden、1960年）
- ドレミなへべれけ（原題：High Note、1960年）
- グアダルーペの笛吹き男（原題：The Pied Piper of Guadalupe、1961年）
- 仕掛けは充分（原題：Beep Prepared、1961年）
- Nelly's Folly（1961年）
- Now Hear This（1963年）

### アメリカ国立フィルム登録簿
合衆国・国立フィルム保存委員会によってアメリカ議会図書館に永久保存する事が決まった作品を記載する。
- オペラ座の狩人（1957年、原題：What's Opera, Doc?、選定：1992年）
- カモにされたカモ（1953年、原題：Duck Amuck、選定：1999年）
- Porky in Wackyland（1938年、選定：2000年）
- 魅惑の蛙（1955年、原題：One Froggy Evening、選定：2003年）

### The 50 Greatest Cartoons
アニメーション史家ジェリー·ベックによって1994年に書かれたアニメーション短編映画の評価本。1000人の専門家達によって50作品の選定・順位付けがなされた。本作からは最多の17作品が選定された他、上位作品もほぼ独占している。以後、ランク入りした作品を記載する。
- オペラ座の狩人（1957年、原題：What's Opera, Doc?、第1位）
- カモにされたカモ（1953年、原題：Duck Amuck、第2位）
- ダフィー・ウォーズ（1953年、原題：Duck Dodgers in the 24½th Century、第4位）
- 魅惑の蛙（1955年、原題：One Froggy Evening、第5位）
- Porky in Wackyland（1938年、第8位）
- セビリアのラビット理髪師（1950年、原題：Rabbit of Seville、第12位）
- The Great Piggy Bank Robbery（1946年、第16位）
- Coal Black and de Sebben Dwarfs（1943年、第21位）
- ちゃっかりウサギ狩り（1952年、原題：Rabbit Seasoning、第30位）
- スカーレット・パンパニケル（1950年、原題：The Scarlet Pumpernickel、第31位）
- You Ought to Be in Pictures（1940年、第34位）
- アリババ・バニー（1957年、原題：Ali Baba Bunny、第35位）
- 子ネコに首ったけ（1952年、原題：Feed the Kitty、第36位）
- Little Red Riding Rabbit（1944年、第39位）
- Book Revue（1956年、第45位）
- 名曲の喧しい夕べ（1943年、原題：A Corny Concerto、第47位）
- The Dover Boys（1942年、第49位）

## 映像ソフト
特に表記が無いものはワーナー・ホーム・ビデオから発売。
『カサブランカ』、『ジキル博士とハイド氏』など、映画作品のソフトに映像特典として収録されている物も多い。

### VHS
| 商品名                           | 巻数   | 備考                                     |
| -------------------------------- | ------ | ---------------------------------------- |
| バッグス・バニーのブンブンランド | 全15巻 | 『ぶっちぎりステージ』版の吹き替えを収録 |
| バッグス・バニー スーパースター  |        | ヘラルド・ポニーから発売                 |
| コミック☆パラダイス 全員集合!!   | 全4巻  | ヘラルド・ポニーから発売                 |
| バッグスのバカ騒ぎ               |        | ヘラルド・ポニーから発売                 |
| ルーニー・テューンズと遊ぼう!    |        | 現行吹き替え版を収録                     |
| バッグス・バニーとおともだち     | 全5巻  | 現行吹き替え版を収録                     |
| ルーニー・テューンズ 宇宙へ行く  |        | 現行吹き替え版を収録                     |
| だいすき!トゥイーティー          | 全3巻  | 現行吹き替え版を収録                     |

### LD
| 商品名                                 | 巻数  | 備考                                                                                 |
| -------------------------------------- | ----- | ------------------------------------------------------------------------------------ |
| ベスト・オブ・ワーナー・アニメーション | 全2巻 | Vol.1『ルーニー・テューンズと遊ぼう!』、Vol.2 『バッグス・バニーとおともだち』を収録 |

### DVD
| 商品名                                                                                          | 巻数  | 備考                                                   |
| ----------------------------------------------------------------------------------------------- | ----- | ------------------------------------------------------ |
| ルーニー・テューンズ コレクション                                                               | 全5巻 | 『Looney Tunes Golden Collection』のバラ売り、再構成版 |
| アイ・ラブ・トゥイーティー                                                                      | 全3巻 | VHS だいすき!トゥイーティーの再構成DVD版               |
| トゥイーティーのフライング・アドベンチャー 80日間世界一周大冒険                                 |       | スピンオフ作品                                         |
| ルーニー・テューンズ・ショー <ファースト・シーズン>                                             | 全5巻 | スピンオフ作品                                         |
| スペース・ジャム                                                                                |       | 映画作品                                               |
| ルーニー・テューンズ:バック・イン・アクション                                                   |       | 映画作品                                               |
| バッグス・バニーは永遠に! ～チャック・ジョーンズの贈り物～                                      |       | チャック・ジョーンズに関するドキュメンタリー作品       |
| 世界アニメーション映画史 第3集 世界アニメーション映画史14 ヒュー・ハーマン&ルドルフ・アイジング |       | 日本コロムビアから発売 セット売り商品、字幕のみ        |

### ワンコインDVD
| 商品名                            | 巻数   | 備考      |
| --------------------------------- | ------ | --------- |
| ルーニー・テューンズ コレクション | 全16巻 | 各3話収録 |
| だいすき!トゥイーティー           | 全7巻  | 各4話収録 |

### パブリックドメインDVD
著作権の保護期間が終了したものを中心に、主に以下のDVDが発売されている。
| 商品名                                      | 巻数  | 備考                                                                                  |
| ------------------------------------------- | ----- | ------------------------------------------------------------------------------------- |
| バッグス・バニー DVD BOX                    |       | 宝島社から発売 2枚組、字幕のみ                                                        |
| トゥイーティー DVD BOX                      |       | 宝島社から発売 2枚組、字幕のみ                                                        |
| ルーニー・テューンズ DVD BOX                |       | 宝島社から発売 2枚組、字幕のみ                                                        |
| アンティーク・アニメ・コレクション          | 全5巻 | IVCから発売 独自の日本語吹き替えを収録                                                |
| バッグス・バニー26話スペシャルセット        |       | ゴマブックスから発売 字幕のみ スペシャルセットは、Vol.1-3の内容を一つにまとめたもの。 |
| トゥイーティー24話スペシャルセット          |       | ゴマブックスから発売 字幕のみ スペシャルセットは、Vol.1-3の内容を一つにまとめたもの。 |
| バッグス・バニー Vol.1～3                   |       | ゴマブックスから発売 字幕のみ スペシャルセットは、Vol.1-3の内容を一つにまとめたもの。 |
| トゥイーティー Vol.1～3                     |       | ゴマブックスから発売 字幕のみ スペシャルセットは、Vol.1-3の内容を一つにまとめたもの。 |
| バッグス・バニー Vol.1～3                   |       | トーンから発売 独自の日本語吹き替えを収録                                             |
| トゥイーティ Vol.1～3                       |       | トーンから発売 独自の日本語吹き替えを収録                                             |
| ルーニー・テューンズ Vol.1～4               |       | トーンから発売 独自の日本語吹き替えを収録                                             |
| 名作アニメシリーズ バッグス・バニー         |       | オフィスワイケーから発売 独自の日本語吹き替えを収録                                   |
| 名作アニメシリーズ トゥイーティー           |       | オフィスワイケーから発売 独自の日本語吹き替えを収録                                   |
| 名作アニメシリーズ ダフィー・ダック         |       | オフィスワイケーから発売 独自の日本語吹き替えを収録                                   |
| 名作アニメシリーズ ポーキー・ピッグ         |       | オフィスワイケーから発売 独自の日本語吹き替えを収録                                   |
| ルーニー・テューンズ 命がけのクイズ・ショー |       | ARCから発売独自の日本語吹き替えを収録                                                 |
| トゥイーティー ～ネコとネズミの赤ずきん     |       | ARCから発売独自の日本語吹き替えを収録                                                 |

## 当作品に関するゲーム一覧

### ファミコン
| 商品名                       | 対応機種   | 発売元                 | 発売日       | 備考 |
| ---------------------------- | ---------- | ---------------------- | ------------ | ---- |
| ハッピーバースディ・バックス | ファミコン | KEMCO コトブキシステム | 1990年8月3日 |      |

### スーパー・ファミコン
| 商品名                                                   | 対応機種           | 発売元     | 発売日         | 備考                 |
| -------------------------------------------------------- | ------------------ | ---------- | -------------- | -------------------- |
| LOONEY TUNES ロードランナーVSワイリーコヨーテ            | スーパーファミコン | サンソフト | 1992年12月22日 | [ 10 ] [ 11 ] [ 12 ] |
| ルーニー・テューンズ バックス・バニー はちゃめちゃ大冒険 | スーパーファミコン | サンソフト | 1994年6月24日  |                      |

### ゲームボーイ
| 商品名                                        | 対応機種     | 発売元     | 発売日         | 備考 |
| --------------------------------------------- | ------------ | ---------- | -------------- | ---- |
| LOONEY TUNES バックスバニーとゆかいな仲間たち | ゲームボーイ | サンソフト | 1992年12月22日 |      |
| それゆけ!スピーディー・ゴンザレス             | ゲームボーイ | サンソフト | 1994年4月29日  |      |
| ダフィー・ダック                              | ゲームボーイ | サンソフト | 1994年9月30日  |      |
| バックス・バニー コレクション                 | ゲームボーイ | KEMCO      | 1997年12月19日 |      |
| バックス・バニー クレイジーキャッスル3        | ゲームボーイ | KEMCO      | 1999年1月29日  |      |
| ダフィー・ダック すべってころんで大金持ち     | ゲームボーイ | サンソフト | 2000年1月1日   |      |
| バックス・バニー クレイジーキャッスル4        | ゲームボーイ | KEMCO      | 2000年4月21日  |      |
| トゥイティー世界一周 80匹のネコをさがせ!      | ゲームボーイ | KEMCO      | 2000年8月11日  |      |

### ゲームボーイカラー
| 商品名                                      | 対応機種           | 発売元                    | 発売日         | 備考 |
| ------------------------------------------- | ------------------ | ------------------------- | -------------- | ---- |
| LOONEY TUNES COLLECTOR マーシャン クエスト! | ゲームボーイカラー | シスコン エンタテイメント | 2001年12月14日 |      |

### ゲームボーイアドバンス
| 商品名                             | 対応機種               | 発売元 | 発売日        | 備考 |
| ---------------------------------- | ---------------------- | ------ | ------------- | ---- |
| トゥイティーのハーティーパーティー | ゲームボーイアドバンス | KEMCO  | 2001年3月21日 |      |

### PlayStation
| 商品名         | 対応機種    | 発売元             | 発売日        | 備考 |
| -------------- | ----------- | ------------------ | ------------- | ---- |
| スペースジャム | PlayStation | アクレイムジャパン | 1997年2月28日 |      |

### セガサターン
| 商品名         | 対応機種     | 発売元             | 発売日        | 備考 |
| -------------- | ------------ | ------------------ | ------------- | ---- |
| スペースジャム | セガサターン | アクレイムジャパン | 1997年2月28日 |      |

### 携帯電話ゲーム
| ゲームタイトル                                | 対応機種    | 開発元     | 公開日       | 備考 |
| --------------------------------------------- | ----------- | ---------- | ------------ | ---- |
| ルーニー・テューンズ ワールド・オブ・メイヘム | Android iOS | スコペリー | 2018年5月8日 |      |

## コミック

### アメリカ版
ルーニー・テューンズのコミックは、1941年からデル・コミックスがウェスタン・パブリッシングと提携して出版。しかし、デルがウェスタンとの提携を1962年に切ったため、ウェスタンはゴールド・キー・コミックス（別名：ホイットマン・コミックス）と一緒に制作に取り組み、1984年まで継続。1990年からは、出版社がワーナー・ブラザース傘下のDCコミックスに変更となった。

#### デル・コミックス (1941–1962)
- Looney Tunes and Merrie Melodies Comics #1–165 (1941–1955)/Looney Tunes #166–246 (1955–1962)
- Bugs Bunny #1–85 (1942–1962)
- Porky Pig #1–81 (1942–1962)
- Tweety and Sylvester #1–37 (1952–1962)
- Daffy Duck #1–30 (1953–1962)
- Looney Tunes #166–246 (1955–1962)
- Beep Beep The Road Runner #1–14 (1958–1962)

#### ウェスタン・パブリッシング (1962–1984)
- Bugs Bunny #86–245 (1962–1984)
- Daffy Duck #31–145 (1962–1984)
- Tweety and Sylvester #1–120 (1963–1984)
- Porky Pig #1–109 (1965–1984)
- Yosemite Sam and Bugs Bunny #1–80 (1970–1983)
- Beep Beep The Road Runner #1–105 (1971–1984)
- Looney Tunes #1–47 (1975–1984)

#### DCコミックス (1990–)
- Bugs Bunny #1–3 (1990); #1–3 (1993)
- Looney Tunes #1– (1994–)

### 日本版
- 鈴木出版のコミック絵本 バッグスバニー 「バニーのおてがらのまき 他」（出版元：鈴木出版、発売日：1963年）

バニーのおてがらのまき、シルベスターのしっぱい、ポーキーのしかえしを収録。
- 水木しげる漫画大全集「貸本漫画集2 飛だせ！ ピョン助 他[13]」（原作：水木しげる、出版元：講談社、発売日：2017年2月、ISBN：978-4-06-377569-3）

水木しげるを原作とし、ルーニー・テューンズのキャラクターも登場する日本の漫画。この本の裏にワーナー・ブラザースのライセンスマークあり。

## タイアップ

### 企業広告

#### 映画館
- ワーナー・マイカル・シネマズ
各サイトに壁面やポップコーン・飲み物などにキャラが描かれていた他、上映前のマナームービーとして短編アニメが上映されていた。
イオンシネマに改称後、タイアップを廃止。
- シネマミラノ
ワーナー・マイカル・シネマズとは無関係だが、同館がワーナーなどのコメディ映画を中心に上映していた為、一時期壁面にキャラが描かれていた[14]。

#### その他
- 東芝（現在は終了）
- 東海銀行（のちのUFJ銀行、現在の三菱東京UFJ銀行）
- 三菱自動車（初代RVRのCMキャラクター）

### パチンコ・パチスロ
- CRルーニー・テューンズBIA（2006年、ビスティ）
- ルーニー・テューンズ:バック イン アクション（2006年、オリンピア）[15]

### お菓子
- ジャパンフリトレー（本作のキャラクターチップを製品に同梱する「メガタゾ」キャンペーンを実施、1996年[16]）

## 関連作品
Two Guys from Texas
1948年のミュージカルコメディ映画である本作では、夢のシーンがアニメーションで描かれ、バッグス・バニーがジャック・カーソンにアドバイスを与える場面がある。
夢はあなたに
『Two Guys from Texas』での成功から、1949年の映画『夢はあなたに』にでも、バッグス・バニーとトゥイーティーが登場するシーンが作られた。こちらではポーキー・ピッグのアニメーション『You Ought to Be in Pictures』（1940年）で培われた合成技術が使われ、実写の人物と共にダンスを披露する。
ロジャー・ラビット
アメリカン・アニメーションの黄金時代が舞台となる本作では、実在するアニメーション短編・長編映画のキャラクターが会社の垣根を越えカメオ出演した。ルーニー・テューンズのキャラクターも多数貸し出されたので、バッグス・バニーとミッキーマウス、ダフィー・ダックとドナルドダックといった夢の共演が実現した。
グレムリン2 新・種・誕・生
グレムリンの続編である本作では、チャック・ジョーンズによるバッグス・バニーとダフィー・ダックのアニメーションのシーンで映画が始まる。劇場公開版は本来のものより短めにカットされているが、映像ソフトの特典で全長版を見る事ができる。
監督は後に『ルーニー・テューンズ:バック・イン・アクション』を監督する事になるジョー・ダンテ。
タイニー・トゥーンズ
ルーニー・テューンズのキャラクターはアクメ学園の先生という、主人公達を補佐する立場の他、ゲストとしてもたびたび登場する。なお、日本語吹き替え版の声優は『ぶっちぎりステージ』に準じている。
アニマニアックス
本作の主人公であるヤッコ、ワッコ、ドットはワーナー・ブラザースのアニメーション短編映画のキャラクターとして製作されたが、手に負えなくなったため、給水塔に封印されていたという設定。また本作や『タイニー・トゥーンズ』のキャラクターがゲストとして登場する事がある。
Histeria!
『タイニー・トゥーンズ』、『アニマニアックス』のスタッフが製作した、子供向け教育番組。こちらもルーニー・テューンズのキャラクターがゲストとして登場する事がある。
Loonatics Unleashed
ルーニー・テューンズをモチーフにしたスーパーヒーロー物アニメ。主人公達はルーニー・テューンズキャラクターの子孫であるとされる他、シーズン2からは本作をオマージュしたキャラクターが多数登場するようになった。

## 備考
- 『ルーニー・テューンズ』（狂気の楽曲）という音楽をもじった名はディズニーのアニメーション短編映画『シリー・シンフォニー』（馬鹿げた交響曲）に由来する。
- 『ぶっちぎりステージ』版と現行吹き替え版では、一部の作品で原語版とは異なるBGMや効果音が使われることがある。
- カートゥーン ネットワークでの放送では、一部で未放映の作品がある。現在放送されている吹き替えについては東北新社版（1996年にテレビ東京で『ワーナーアニメランド ルーニー・テューンズ』として放送したのも含む）と新村一成版とジョーゲンセン由美子版がある。新規の翻訳作品も放送されているが、一部作品によっては旧版の吹き替え版が放送され、新版が一切放送されていないケースもある。
- 「ワーナー・マイカル・シネマズ」オリジナルの注意事項ではバッグス・バニーをはじめとするキャラクター達が出演する。キャラクターの出演及び役割は以下の通り。また、日本国外のワーナー・シネマズでも同様に映像が流れる。内容はロードランナーとワイリー・コヨーテのシーンがカットされている点を除けば日本版と同一。
  - バッグス・バニー - 館内での趣旨説明。ラストでは学生割引の説明の際に学生証を出すシーンがある。
  - トウィーティー&シルベスター・キャット - 売店の説明。トウィーティーがホットドッグとポップコーンを買い、ポップコーンに塩を掛けていた最中にそれらを横取りしようとしていたシルベスターに塩を丸ごと飲ませる。飲ませられたシルベスターはすぐにドリンクを飲んで口直しする。
  - ダフィー・ダック&エルマー・ファッド - 館内での迷惑行為の説明（携帯電話が普及する以前に制作されたため、携帯電話使用の注意はなかった）。ダフィーがリサーブ席でポップコーンを食べながらおしゃべりしていたところをエルマーが注意し、最後にダフィーをゴミ箱に投げ入れる。
  - ロードランナー&ワイリー・コヨーテ - 劇場グッズやルーニー・テューンズ関連グッズ、パンフレット販売の説明。ロードランナー（実際は小さな人形）を岩の下敷きにしようと企み、その直後に本物のロードランナーが現れ、気を取られて手を離したために自らが岩に押しつぶされる。
  - ヨセミテ・サム - 上映ミスを見つけたら劇場スタッフに報告する説明。映像がずれて乱れたために注意を促し、発砲する。その後バッグスから「館内禁煙」と言われ、銃口から出ていた煙を吹き消す。
- 2010年9月から、カートゥーン ネットワークではHDリマスター版が放送開始され、現在放送されている作品のうち200本がリマスター化された。9月1日から開始された『6時でSHOW』では、『トムとジェリー』と交互に放送され、週末の放送も継続されている。映像が鮮明になり、日本語のサブタイトルのテロップもマイナーチェンジされ、さらに東北新社版と新村一成版の本編後に日本語制作スタッフのブルーバックが表示されるようになった（HD放送（J:COMは2014年4月1日から）ではブルーバックは16:9になっている）。また、パカパカなどの映像表現については処理が施された。
- ルーニーテューンズ公式というInstagram（@looneytunes_jp）およびXの公式ユーザー（looneytunes_jp）があり、そこでTV放送時およびVHS発売時（特にインチキヒーロー）の短編アニメがリマスターで配信されることがある。